# Anton Theodor von Colloredo

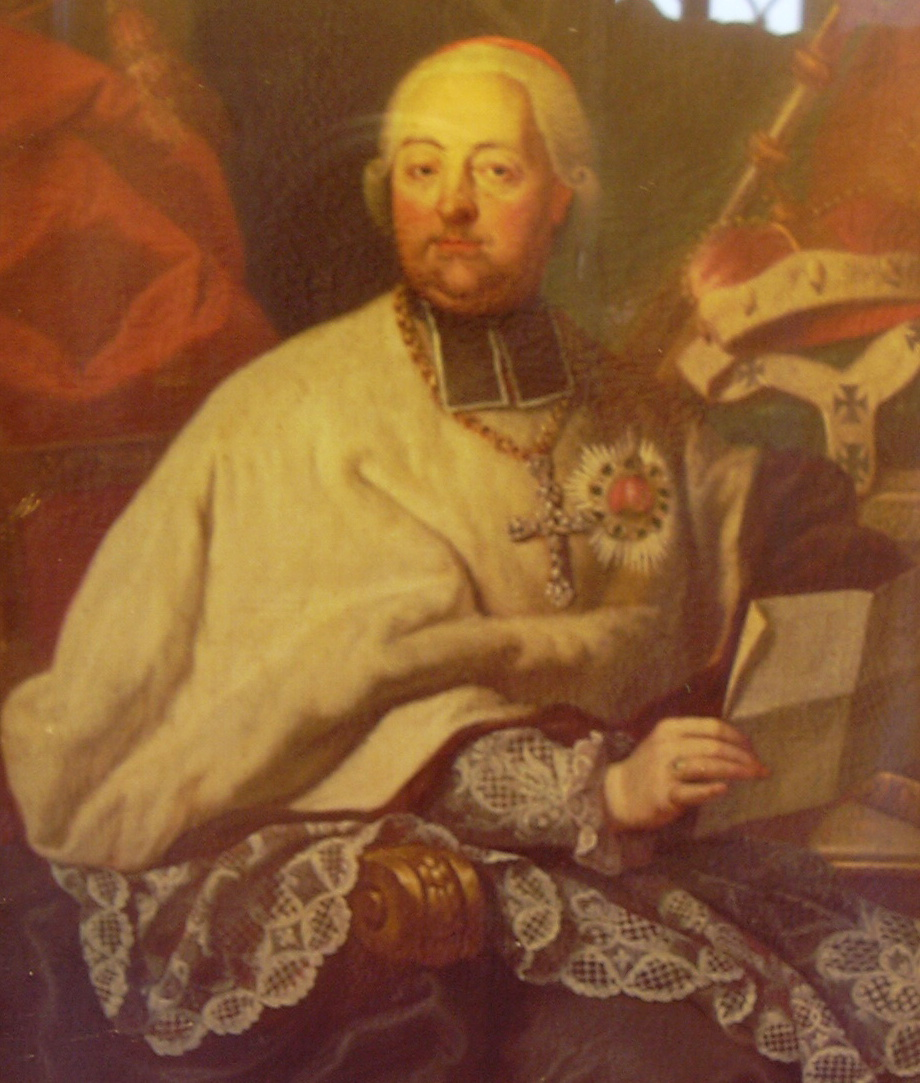
Anton Theodor Kardinal von Colloredo-Waldsee-Mels (nach 1802)

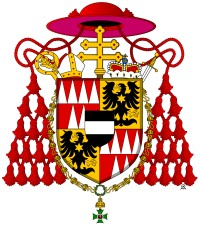
Wappen des Kardinals und 1. Erzbischofs von Olmütz

Anton Theodor von Colloredo-Waldsee-Mels (auch: Anton Theodor Colloredo-Wallsee-Mels; tschechisch: Antonín Theodor hrabě Colloredo-Waldsee; * 17. Juli 1729 in Wien; † 12. September 1811 in Kremsier) war der erste Erzbischof von Olmütz sowie Kardinal.

## Leben
Seine Eltern waren Karl Ludwig von Colloredo-Waldsee-Mels und Eleonore, geb. von Gonzaga. Anton Theodor studierte in Modena, Rom und Padua, wo er 1752 zum Dr. iur. utr. promoviert wurde. Am 15. August 1758 wurde er zum Diakon geweiht und empfing am 20. August 1758 in Brixen die Priesterweihe, 1766 wurde er Propst von Kremsier. Da die Wiener Regierung seit 1773 beabsichtigte, aus Teilen des Olmützer Diözesangebiets und mit dem in Österreichisch-Schlesien liegenden Gebietsteil des Erzbistums Breslau die Bistümer Brünn und Troppau zu errichten, verbot sie nach dem Tod des Olmützer Bischofs Maximilian Reichsgraf von Hamilton 1776 vorerst eine Bischofsneuwahl. Anton Theodor, der im selben Jahr zum Domdekan aufgestiegen war, reiste im Auftrag des Olmützer Domkapitels nach Wien, um Einwendungen gegen die sich für die Diözese Olmütz ergebenden Gebietsverluste vorzutragen und an den Verhandlungen teilzunehmen. Da die Errichtung des Bistums Troppau nach Verhandlungen mit der preußischen Regierung und mit dem Erzbistum Breslau nicht zustande kam, beantragte die böhmische Königin Maria Theresia beim Heiligen Stuhl nur die Errichtung des Bistums Brünn als Suffragan von Olmütz. Papst Pius VI. stimmte dem Antrag zu, genehmigte nunmehr die Bischofsneuwahl und erhob Olmütz zum Erzbistum.
Am 6. Oktober 1777 wählte das Olmützer Domkapitel Anton Theodor von Colloredo-Waldsee-Mels einstimmig zum Bischof. Mit der päpstlichen Wahlbestätigung vom 30. März 1778 wurde Anton Theodor erster Erzbischof von Olmütz. Die Bischofsweihe spendete ihm am 17. Mai 1778 der Erzbischof des Fürsterzbistums Salzburg, Hieronymus Colloredo, Mitkonsekratoren waren Ferdinand Christoph von Waldburg-Zeil, Bischof von Chiemsee und Franz de Paula Xaver Ludwig Jakob von Breuner, emeritierter Bischof von Lavant.
In die Amtszeit Anton Theodors fiel die Reorganisation des Erzbistums, die durch den Verlust der Kreise Brünn, Znaim und Iglau, aus denen das Bistum Brünn gebildet worden war, notwendig wurde. Er teilte das Erzbistum in acht Archidiakonate mit 52 Dekanaten, die er nachfolgend visitierte. Da als Folge des 1781 verkündeten Toleranzpatentes große Teile der Diözesanbevölkerung in der Mährischen Walachei und in den mährischen deutschsprachigen Gebieten zum Protestantismus übertraten, gründete Anton Theodor zusätzliche Pfarreien, deren Priester die Gläubigen durch eine verbesserte Seelsorge zur Rückkehr zum katholischen Glauben bewegen sollten. 
Große Verluste musste das Erzbistum durch die Josephinischen Reformen hinnehmen. 1782 erfolgte die Auflösung von zwanzig Männerklöstern, darunter so bedeutender wie Velehrad und Hradisch, in dem allerdings ein staatliches Generalseminar errichtet wurde, das bis 1790 in Betrieb blieb. 1783 folgte der Abriss der Wallfahrtskirche Hostein, der Loreto-Kirche in Fulnek und der Maria-Trost-Kirche in Goldstein (Branná). Da künftig die erledigten erzbischöflichen Lehensgüter an den staatlichen Religionsfonds fallen sollten, wurden zudem die Einkünfte des Erzbischofs gemindert. Nach dem Tod Josephs II. konnte Anton Theodor bei Kaiser Leopold II., an dessen Wahl in Frankfurt/M. er als erster kurböhmischer Wahlgesandter teilnahm, die Rücknahme dieser Bestimmung erreichen, so dass das Lehenssystem bis 1869 fortbestand.
Papst Pius VII. erhob Anton Theodor 1803 zum Kardinalpriester und ernannte 1805 den erst 17-jährigen Erzherzog Rudolf Johann zum Koadjutor. Anton Theodor starb in Kremsier und wurde in der St.-Mauritius-Kirche (chrám sv. Mořice) im Kremsier beigesetzt.

## Trivia
Die 1789 auf den Fluren des Wischauer Vorwerks gegründete Kolonie wurde ihm zu Ehren Mels genannt.